# Сон Мьон Сун
Сон Мьон Сун (кор. 손명순; 16 січня 1929 — 7 березня 2024) — дружина президента Республіки Корея Кім Йон Сама, перша леді Республіки Корея з 25 лютого 1993 року по 24 лютого 1998 року.

## Біографія
Народилася 16 січня 1929 року в Кімхе, Південний Кьонсан, в окупованій Японією Кореї (нині Республіка Корея).
Вона закінчила початкову школу в Кімхе та середню школу для дівчат. Пізніше вона відвідувала Жіночий університет Іхва, де вивчала фармацевтику, і в 1951 році вийшла заміж за Кім Йон Сама.
18 грудня 1992 року Кім Йон Сам був обраний президентом Південної Кореї. А коли 25 лютого 1993 року Кім Йон Сам вступив на посаду президента, вона почала працювати першою леді Південної Кореї. Під час її перебування на посаді дружини президента було створено кафетерій і кімната відпочинку для обслуговуючого персоналу Blue House, водіїв і співробітниць. Сон Мьон Сун хвалили за тихого помічника та за підкреслення традиційної ролі жінки.